# Grégarisme
Pour l'expression « comportement grégaire », voir Comportement grégaire.
 (juin 2012).
Si vous disposez d'ouvrages ou d'articles de référence ou si vous connaissez des sites web de qualité traitant du thème abordé ici, merci de compléter l'article en donnant les références utiles à sa vérifiabilité et en les liant à la section « Notes et références ».

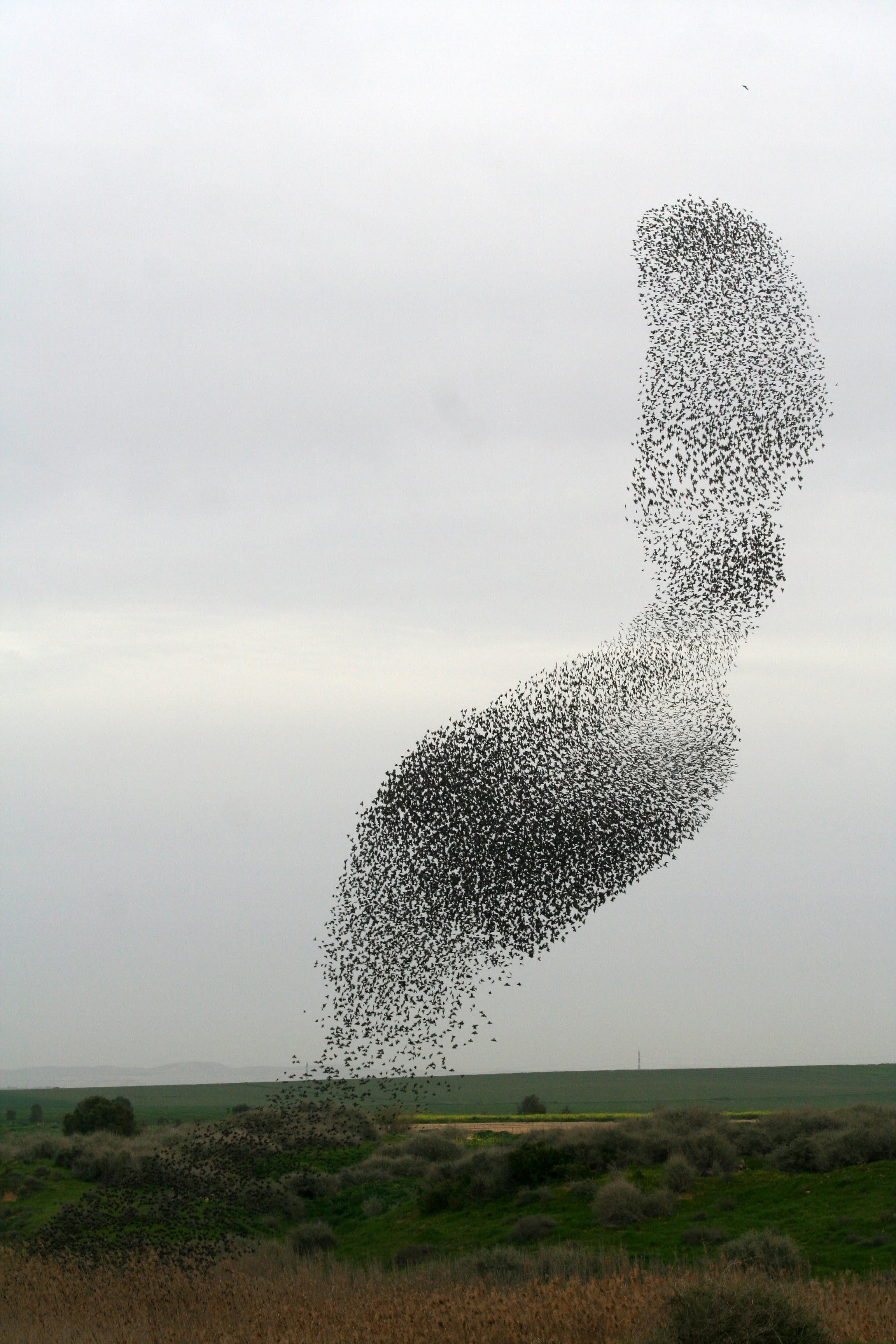
Vol d'étourneau sansonnet (Sturnus vulgaris), illustrant une forme de grégarisme.

Le grégarisme, ou grégarisation, est la tendance des individus de nombreuses espèces animales à se regrouper en sociétés plus ou moins structurées. On le distingue de la foule, c’est-à-dire : tout rassemblement provoqué non par la recherche motivée des congénères mais par des effets environnementaux sans lien avec la communication intraspécifique (curée sur une charogne, surpopulation locale et transitoire, réduction de l'habitat naturel, etc).
La science qui a pour objet l'étude des sociétés animales est la sociobiologie ou l'éthologie.

## Niveaux d'organisation sociale

### Définition
Dans la nature, il existe plusieurs types de sociétés possédant des niveaux d'organisation variables. Le niveau le plus élevé est atteint par les organismes multicellulaires, véritables colonies de clones cellulaires, pouvant compter des trillions d'individus. Suivent les sociétés d'hyménoptères (fourmis, abeilles et guêpes) et les sociétés civilisées. Il est possible de dégager les caractéristiques fondamentales des sociétés animales :
1. la localisation spatiale : les individus coexistent sur un territoire limité ou se déplacent ensemble mais forment toujours un groupe relativement compact ;
2. la cohésion des membres : les relations spatiales entre les individus possèdent une certaine constance et suivent des règles déterminées. Il peut exister des échanges d'information ou de matière entre les individus ;
3. la spécialisation des individus : il peut exister une division des rôles des individus, certains étant spécialisés dans l'accomplissement de tâches spécifiques. Ces différents individus spécialisés peuvent former des regroupements fonctionnels équivalent des organes et leurs patrons de regroupement constituent l'équivalent des tissus ;
4. l'eusocialité, qui est le niveau supérieur d'organisation, est caractérisée par :
  - une superposition, dans une même société, de plusieurs générations d'adultes.
  - une forte cohésion des membres avec échange d'information et de matière entre les individus.
  - une division des rôles avec spécialisation des membres, certains pouvant être dédiés à la reproduction.
  - un élevage coopératif de la progéniture.

Certains animaux sont grégariaptes ; en exemple les criquets pèlerins, qui répondent aux variations du nombre d'individus en changeant de comportement, de physiologie, de couleur et de forme et chez qui existent ainsi deux phases possibles : la phase solitaire et la phase grégaire (formation de bande de larves ou d'essaims d'adultes), cette dernière phase étant induite par un accroissement notable de sérotonine,.

### Niveaux d'organisation familiale

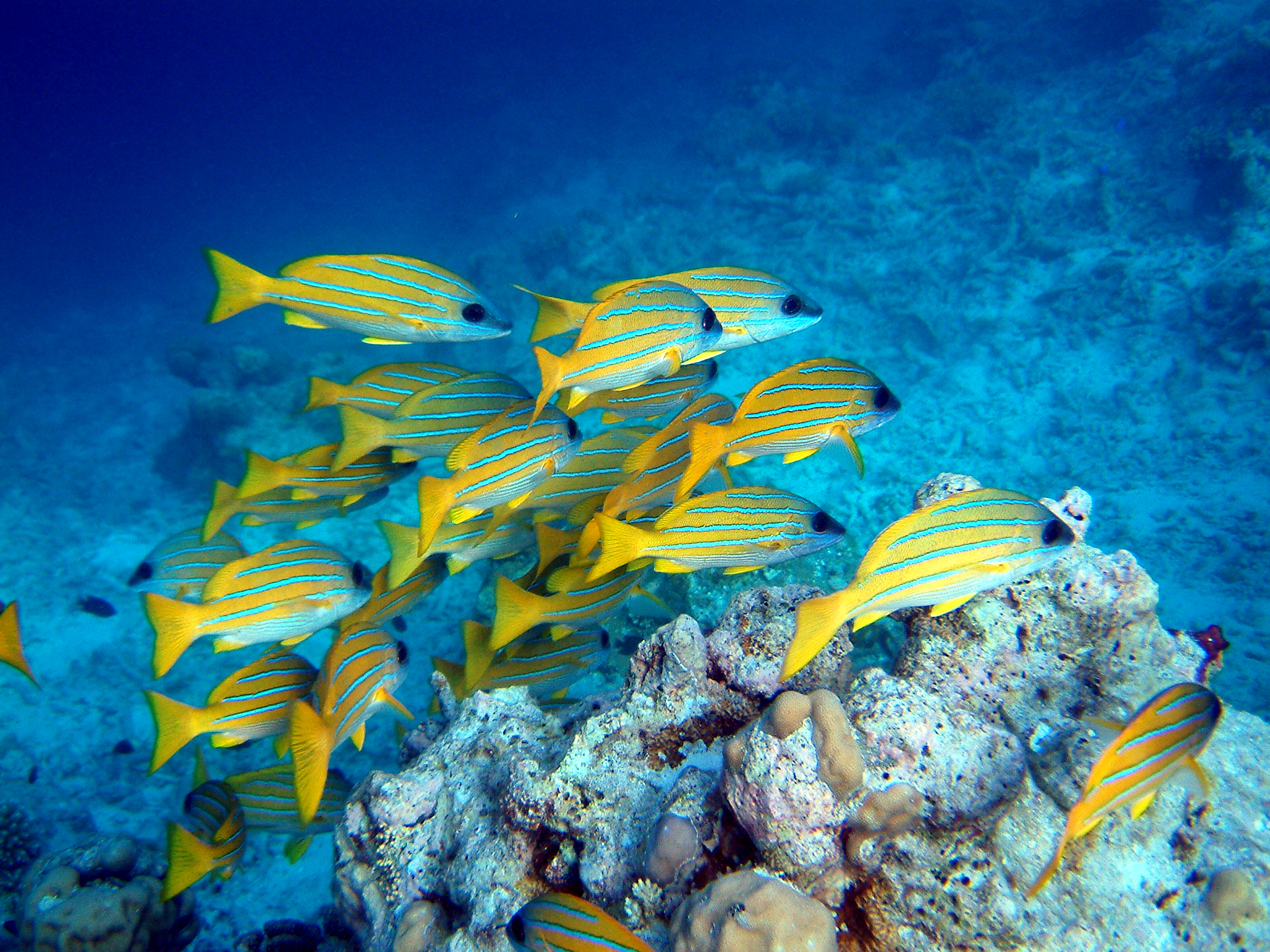
Banc de perches à raies bleues.

#### Niveau 1: L'élevage de la progéniture
Les comportements de soins aux petits permettent d'augmenter le nombre de petits amenés à maturité. Puisqu'ils augmentent directement le taux de reproduction du porteur de ces comportements leurs sélections ne nécessitent que le mécanisme de sélection utilitaire. Ces comportements peuvent comprendre :
- la cache des œufs ou des petits ;
- l'incubation des œufs ;
- la construction préalable de caches (nids, terriers…) ;
- la défense des caches ;
- les comportements trophylactiques et prophylactiques ;
- un mécanisme de reconnaissance entre parents et enfants ;
- la transmission adaptative (proto-culturelle) comme les techniques de chasse, de cueillette, d'interaction sociale, etc.

#### Niveau 2: La famille nucléaire
En séparant les tâches de protection des petits et de recherche de nourriture, le couple décuple le nombre de petits amenés à maturité. Par contre, les conjoints ne possèdent aucun apparentement et les pressions de sélection sur les mâles et les femelles sont contradictoires. C'est le mécanisme de sélection sexuelle qui permet d'expliquer l'apparition de l'altruisme chez les conjoints.
Dans tous les groupes zoologiques, les comportements altruistes entre conjoints dérivent phylogénétiquement des comportements de soins aux jeunes. L'évolution récupère toujours les comportements déjà inventés et les modifie, souvent de façon purement décorative. Un mécanisme de reconnaissance entre conjoints est par contre indispensable.
Les familles monogames et polygames sont les deux variations possibles, la polyandrie étant, à toute fin pratique, inexistante.

#### Niveau 3: La famille étendue
Les petits groupes familiaux apparaissent lorsque les nouvelles générations s'impliquent dans l'élevage de la progéniture. C'est le mécanisme de la sélection de parentèle qui permet d'expliquer l'apparition de l'altruisme des frères et sœurs les uns envers les autres. Ici plusieurs modèles sont possibles : l'évolution par sexisme comme chez les hyménoptères sociaux, la manipulation parentale comme chez les rat-taupes ou les loups ou encore la sexualité tardive comme chez les primates, en particulier chez Homo sapiens.
Les comportements altruistes entre membres dérivent encore phylogénétiquement des comportements de soins aux jeunes. Nous voyons par contre apparaître un mécanisme de reconnaissance de l'apparentement permettant de moduler les comportements altruistes et malveillants en fonction de la distance génétique. Dans ce type de communauté, un seul couple domine un ensemble d'apparentés en général les enfants, ou bien un mâle domine plusieurs femelles et sa descendance ou un petit groupe de mâles fortement apparentés domine un plus large groupe de femelles et leurs descendances.
S'il s'agit de proies, de nouveaux comportements peuvent apparaître tels le guet collectif ou avec tour de garde et la mobilisation contre les prédateurs. Chez les prédateurs, des comportements de chasse en groupe et de partage de la nourriture peuvent apparaître.

### Stades d'organisation sociale
Ici, plusieurs individus non-apparentés coexistent sur un territoire restreint ou se déplacent ensemble. Il en existe trois types selon le niveau de socialisation précédemment atteint. C'est le mécanisme de sélection de groupe qui permet d'expliquer l'origine de ce type de groupement.
Stade A (grégarisme)Les bandes de célibataires
Ici, des individus anonymes vivent sur un même territoire et/ou se déplacent ensemble, il n'existe aucune famille. Les relations interindividuelles se limitent à une synchronisation des activités du groupe (nutrition, sommeil, déplacement, fuite). Habituellement, les individus s'isolent pour la reproduction. Ils peuvent ou non avoir franchi l'étape d'élevage de la progéniture.
Stade B (stade colonial)Les groupes multifamiliaux
Plusieurs familles coexistent sur un même territoire et/ou se déplacent ensemble mais mis à part les relations familiales, aucune autre relation interpersonnelle n'existe et chaque famille travaille pour son compte et ignore les familles voisines. Il peut s'agir ou non de familles nucléaires.
Stade C (stade communal)Les groupes multifamiliaux étendus
Ici plusieurs familles étendues forment le groupe et défendent leur territoire contre les autres groupes mais un certain degré d'exogamie existe. Il peut exister de véritables associations de membres non-apparentés comme des bandes de jeunes mâles s'unissant contre les dominants ou des femelles partageant les tâches de soins aux jeunes.

## Relations sociales

### Définition
Les équations de la biologie évolutive décrivant la formation des sociétés animales permettent de déduire certaines caractéristiques générales :
1. les « comportements altruistes » (en fréquence et en intensité) entre deux membres sont directement proportionnels à leur apparentement ;
2. les « comportements malveillants » (en fréquence et en intensité) entre deux membres sont inversement proportionnels à leur apparentement ;
3. les comportements malveillants (en fréquence et en intensité) entre deux membres de sociétés distinctes sont systématiques et suivent la « stratégie du bourgeois »[4]. Il s'agit, dans des conditions écologiques clémentes, de la seule stratégie évolutivement stable ; celle-ci consiste à fuir si l'animal n'est pas sur son territoire mais à se battre dans le cas contraire. Nous remarquerons que le déclenchement de l'attaque sera favorisé par manque de ressource pour la reproduction : nourriture, territoire, ou "faveurs" des femelles.

### Hiérarchies de dominance
La plupart des sociétés animales s'organisent spontanément en structures hiérarchiques de dominance. Ces structures sont directement la conséquence des comportements de soumission et d'agression, eux-mêmes la conséquence du mécanisme physiologique de l'apprentissage. En effet, un animal peut apprendre, face à une agression, à fuir, lutter ou se soumettre.
Il peut également apprendre des situations où la fuite comme la lutte sont inutiles et qu'elles peuvent même empirer sa situation ; dans ce cas l'animal entre alors en « inhibition de l'action » et se soumet. Il existe également plusieurs mécanismes instinctifs permettant de réguler l'agression et l'établissement de la hiérarchie, principalement :
- les « comportements de soumission » permettant d'inhiber l'agressivité des dominants. Chez les primates il s'agit de regarder le sol en courbant le cou et le dos, chez les canidés il s'agit de présenter sa jugulaire ;
- la « ritualisation des combats » permettant de démontrer sa supériorité tout en évitant les blessures graves. Chez les primates il s'agit de démonstration de force en frappant le sol ou les arbres ou encore sa propre poitrine tout en criant, puis suivent les poussés et empoignades et coups avec les poings fermés, beaucoup moins dommageable qu'avec les mains ouvertes (griffes ou ongles) ; les morsures ne surviennent qu'en dernier recours ;
- les dominés peuvent également « apprendre à perdre » en combattant de moins en moins longtemps et en disputant de moins en moins souvent les ressources (nourriture, territoire ou "faveurs" des femelles). Sachant que cela peut coexister avec une stratégie de ruse, consistant à profiter des ressources en cachette du ou des dominants ;
- les dominants peuvent intimider les dominés simplement en réalisant une « parade d'intimidation ». Chez les primates il s'agit de marcher d'un pas assuré, le dos cambré avec le menton légèrement relevé tout en regardant aux alentours.

La hiérarchie de dominance, se réalisant sur un territoire s'étendant grossièrement en cercle, produit naturellement trois classes sociales :
- la « classe alpha », constituée des dominants défendant leurs ressources : nourriture et monopole d'accès aux femelles contre la classe bêta dont les membres gravitent autour d'eux. Les membres de cette classe sont en général très apparentés ;
- la « classe bêta », dont les membres tentent de graduer alpha tout en empêchant les individus gamma d'entrer dans leur cercle. Les membres de cette classe sont en général moyennement apparentés entre eux et avec les membres alpha ;
- la « classe gamma », dont les membres tentent de graduer bêta et qui défendent le territoire contre les individus des autres groupes. Les membres de cette classe sont en général peu apparentés entre eux et avec les membres alpha et bêta.

## Cas d'espèces
Liste non exhaustive d'espèces manifestant du grégarisme :
- parmi les Insectes :
  - abeilles,
  - fourmis, dont Lasius niger,
  - gendarmes,
- certains poissons ;
- parmi les Oiseaux :
  - flamants,
  - manchots…
- parmi les mammifères :
  - les Équidés : chevaux, zèbres…,
  - les Primates : babouins, gorilles, êtres humains…
  - la plupart des Ongulés :
    - les Ruminants : Bovidés, girafes…,
    - mais aussi les non ruminants :
      - sangliers,
      - loups,
      - rats,
      - lapins.

La découverte de fossiles de Pucadelphys andinus (en) en Bolivie en 2011 montre que le grégarisme est un caractère ancestral étant apparu au moins dès le tertiaire chez les mammifères.